# Amara Condé
Amara Condé (* 6. Januar 1997 in Freiberg) ist ein deutscher Fußballspieler, der auch die guineische Staatsbürgerschaft hält. Der Mittelfeldspieler steht bei der SV Elversberg unter Vertrag.

## Karriere

### Verein
Condé wurde im sächsischen Freiberg geboren. Seine Familie zog noch während Amaras Kindheit ins nordrhein-westfälische Bergisch Gladbach, wo er beim örtlichen SC 27 mit dem Fußballspielen begann. Zwischen 2006 und 2012 genoss er die Vorzüge des Leverkusener Nachwuchsleistungszentrums Kurtekotten. Als C-Jugendlicher wechselte er im Anschluss zum VfL Wolfsburg, für den er in der Folge auch in den beiden Juniorenbundesligen zum Einsatz kam. 2014/15 verpasste Condé für die U19 Wolfsburgs lediglich ein Pflichtspiel; er war Kapitän der Mannschaft und erreichte mit ihr das Halbfinale des DFB-Junioren-Vereinspokals. Auch ein Jahr später führte Condé die Mannschaft weiterhin an und spielte mit ihr erstmals in einem europäischen Wettbewerb, der UEFA Youth League, in der Wolfsburg aber nicht über die Gruppenphase hinaus kam. In der Liga gelangen ihm drei Treffer sowie neun Vorlagen.
Nach Beendigung seiner fußballerischen Ausbildung folgte im Sommer 2016 die Berufung in den Bundesligakader. Seine ersten Einsätze im Herrenbereich absolvierte der Mittelfeldspieler jedoch für die Regionalligamannschaft, in der er sich in der Rückrunde einen Stammplatz erarbeiten konnte. Die Spielzeit 2017/18 verbrachte Condé dann in der 2. Bundesliga bei Holstein Kiel. Er kam für die Störche auf sechs Ligaspiele sowie zwei Einsätze im DFB-Pokal, wo er mit Kiel in der 2. Hauptrunde gegen Mainz 05 ausschied. Am Saisonende wurde er mit Kiel Tabellendritter, konnte jedoch aufgrund eines bereits im Februar 2018 zugezogenen Mittelfußbruchs nicht an den erfolglosen Aufstiegsspielen gegen seinen Hauptverein Wolfsburg teilnehmen.
Nach seiner Rückkehr wurde Condé in Wolfsburg nur noch sporadisch eingesetzt und kam auf lediglich 16 Pflichtspiele, darunter die beiden Relegationsspiele als Regionalligameister gegen den FC Bayern München II um den Aufstieg in die 3. Liga. Nach Hin- und Rückspielen konnten sich die Bayern mit 5:4 durchsetzen, im Anschluss an die Saison verließ der Mittelfeldspieler wie viele seiner Mannschaftskameraden den Verein.
Im Sommer 2019 unterschrieb Condé einen Zweijahresvertrag beim Westregionalligisten Rot-Weiss Essen, der auch seinen ehemaligen Wolfsburger Mitspieler Jan Neuwirt verpflichtet hatte.
Im Sommer 2021 wechselte er zum Drittligisten 1. FC Magdeburg, bei dem er in der folgenden Saison 2021/22 Stammspieler wurde und mit dem Verein als Drittliga-Meister in die 2. Bundesliga aufstieg. Zu Beginn der anschließenden Zweitliga-Saison 2022/23 wurde er zum neuen Mannschaftskapitän ernannt. Zur Saison 2024/25 verlässt er den 1. FC Magdeburg und wechselt zum niederländischen Erstligisten SC Heerenveen. Im Juli 2025 wechselte er zurück nach Deutschland zur SV Elversberg und unterschrieb dort einen Vertrag bis 2028.

### Nationalmannschaft
Ab der U15 absolvierte Condé zwischen 2011 und 2017 34 Länderspiele für fünf verschiedene Nationalmannschaften des DFB. Mit der U19 nahm er an der EM 2016 teil und wurde mit ihr am Ende Fünfter. Bei der Weltmeisterschaft 2017 erreichte der Mittelfeldspieler mit Deutschland das Achtelfinale.

## Erfolge
- Meister der 3. Liga und Aufstieg in die 2. Bundesliga: 2022
- Meister der Regionalliga Nord: 2019

## Privates
Condé hat zwei jüngere Brüder, die ebenfalls Fußball spielen, einer davon ebenfalls beim 1. FC Magdeburg. Ihre Eltern stammen aus Guinea.